# كأس اليونان 1950–51
كأس اليونان 1950–51 (باليونانية: Κύπελλο Ελλάδος ποδοσφαίρου ανδρών 1950-51) هو الموسم 9 من كأس اليونان. أشرف على تنظيمه الاتحاد الإغريقي لكرة القدم، وفاز فيه نادي أولمبياكوس.